# Saxifraga ganeshii
Saxifraga ganeshii är en stenbräckeväxtart som beskrevs av Hideaki Ohba och S. Akiyama. Saxifraga ganeshii ingår i Bräckesläktet som ingår i familjen stenbräckeväxter. Inga underarter finns listade i Catalogue of Life.